# أنتوني مانشيني
أنتوني مانشيني هو كاهن كاثوليكي كندي، ولد في 27 نوفمبر 1945 في ميجنانو مونتي لونغو في إيطاليا.